# Premis Laus
Els Premis Laus estan organitzats per l'Associació de Dissenyadors Gràfics i Directors d'Art del FAD (ADG-FAD). Josep Pla-Narbona, un dels socis fundadors i el primer president de grafistes FAD (actualment ADG-FAD) va promoure al 1961 en la junta que presidia, la creació dels premis LAUS als quals ell va dotar d'aquest nom. Els LAUS s'entreguen des del 1964 amb  l'objectiu de promoure el disseny gràfic i la comunicació visual en la vida cultural i econòmica del país. El FAD (Foment de les Arts i del Disseny, anteriorment Foment de les Arts Decoratives) és la resultant de la unió de sis associacions, una de les quals, l'ADG-FAD dedicada al disseny gràfic i la comunicació visual, és la que convoca aquests premis. El trofeu fou dissenyat per Tomás Vellvé i Mengual
Els premis Laus de disseny gràfic, publicitat i comunicació visual s'atorguen tenint en compte: la qualitat conceptual, la qualitat formal, la funcionalitat, l'excel·lència, l'aportació i la innovació dels projectes escollits. El premis consisteixen en un Gran Laus i diferents Laus d'Or, de Plata i de Bronze en les categories d'audiovisuals, disseny gràfic, disseny web i mitjans digitals, creativitat publicitària, empreses, entitats i estudiants.